# Lista över naturreservat i Stockholms län
Detta är en lista över naturreservat och nationalparker i Stockholms län, sorterade efter kommun.

## Botkyrka kommun
- Bornsjöns naturreservat (delas med Salems kommun och Södertälje kommun)
- Brinkbäckens naturreservat
- Ekholmens naturreservat
- Ensta ö naturreservat
- Hörningsnäs naturreservat
- Lida naturreservat
- Mälarskogens naturreservat
- Norrga naturreservat
- Pålamalms naturreservat
- Stora Träskets naturreservat
- Stora Uringe naturreservat
- Svartkällsskogens naturreservat
- Vinterskogens naturreservat
- Åvinge naturreservat
- Östra Bröta naturreservat

## Danderyds kommun
- Ekebysjöns naturreservat
- Rinkebyskogen
- Öarna i Stora Värtans naturreservat

## Ekerö kommun
- Adelsö-Sättra naturreservat
- Björkö naturreservat
- Bonaviks naturreservat
- Djurgårds naturreservat
- Eldgarnsö naturreservat
- Gåsholmens naturreservat
- Husby naturreservat
- Huvududdens naturreservat
- Lovö naturreservat
- Skansholmens naturreservat
- Väsby hage naturreservat

## Haninge kommun
- Fjärdlångs naturreservat
- Gullringskärrets naturreservat
- Gålö naturreservat
- Huvudholmen
- Huvudskär
- Häringe-Hammersta
- Kolartorps naturreservat
- Lilla Husarns naturreservat
- Norra skogens naturreservat
- Nåttarö
- Rudans naturreservat
- Sandemars naturreservat
- Skeppnans naturreservat
- Stora och Lilla Sandböte
- Stora Vindåsens naturreservat
- Sundby naturreservat
- Svartsjöns naturreservat
- Tornbergets naturreservat
- Tyresta nationalpark (delas med Tyresö kommun)
- Tyresta naturreservat (delas med Tyresö kommun)
- Utö naturreservat
- Ålandsskärs naturreservat
- Ålö-Rånö naturreservat

## Huddinge kommun
- Björksättrahalvöns naturreservat
- Drevvikens naturreservat
- Flemingsbergsskogens naturreservat
- Gladö Kvarnsjöns naturreservat
- Gladöskogens naturreservat
- Gömmarens naturreservat
- Gömsta ängs naturreservat
- Lissmadalens naturreservat
- Lännaskogens naturreservat
- Orlångens naturreservat
- Paradisets naturreservat
- Trångsundsskogens naturreservat

## Järfälla kommun
- Görvälns naturreservat
- Molnsättra naturreservat
- Norra Igelbäckens naturreservat
- Västra Järvafältets naturreservat

## Lidingö kommun
- Kappsta
- Långängen-Elfviks naturreservat
- Sticklinge naturreservat

## Nacka kommun
- Abborrträsks naturreservat
- Ekobergets naturreservat
- Gärdesuddens naturreservat
- Långsjöns naturreservat
- Nackareservatet i Nacka, Nackareservatet (delas med Stockholms kommun)
- Nyckelvikens naturvårdsområde
- Rensättra naturreservat
- Ryssbergens naturreservat
- Skarpnäs naturreservat
- Skogsö naturreservat
- Strålsjön-Erstavik
- Svärdsön
- Tattby naturreservat
- Tollare naturreservat
- Trollsjöns naturreservat
- Velamsunds naturreservat
- Älta mosse-Strålsjön

## Norrtälje kommun
- Arholma-Idö naturreservat
- Arsläjans naturreservat
- Aspdalssjöns naturreservat
- Barnens ö naturreservat
- Bellbergets naturreservat
- Björinge naturreservat
- Blågårdsmossens naturreservat
- Bokullens naturreservat
- Borgskogens naturreservat
- Borntorps naturreservat
- Borudan-Pellemossens naturreservat
- Broby naturreservat
- Brännströms naturreservat
- Bränntorpets naturreservat
- Bullerskärs naturreservat
- Digermyrens naturreservat (överklagat)
- Edebo-Sättra utskogs naturreservat
- Ersmossens naturreservat
- Fiskaruddens naturreservat
- Furusundsfjärdens naturreservat
- Fårholmens naturreservat
- Fäbergets naturreservat
- Färsna naturreservat
- Fäviksgrundets naturreservat
- Gammalbybergs naturreservat
- Gillberga naturreservat
- Gisslingö naturreservat
- Grendalens naturreservat
- Grevinnans rå naturreservat
- Gribby naturreservat
- Grundsjömossarnas naturreservat
- Gräddö-Askens naturreservat
- Gränskärets naturreservat
- Gullunge naturreservat
- Hallskärets naturreservat
- Hammarens naturreservat
- Hasselholms naturreservat
- Hummelbergets naturreservat
- Hundsjöns naturreservat
- Hållviksjöns naturreservat
- Häverö prästängs naturreservat
- Häverö-Bergby naturreservat
- Hökmossens naturreservat
- Igelsjöns naturreservat
- Kamsmosskogens naturreservat
- Karlsdalsmossens naturreservat
- Kasbergets naturreservat
- Klippan-Finnala naturreservat
- Klovstens naturreservat, Stockholms län
- Koffertbergets naturreservat
- Kornamossens naturreservat
- Kråkmyrens naturreservat
- Kudoxa naturreservat
- Kursöskogen Södra naturreservat
- Laduddens naturreservat
- Ladängssjöns naturreservat
- Landsboda naturreservat
- Larudans naturreservat
- Lettholmens naturreservat
- Lidö naturreservat
- Lindholmens naturreservat
- Linkuddens naturreservat
- Liss-Mårdsjöskogens naturreservat
- Lohärads prästgårds naturreservat
- Lohärad-Svartkärrets naturreservat
- Loskälva skogs naturreservat
- Långgrundets naturreservat
- Långnäsets naturreservat, Norrtälje kommun
- Långholmen-Käringö naturreservat
- Lövdalsskogens naturreservat
- Malmsjöns naturreservat (Delas med Österåkers kommun)
- Markdals naturreservat
- Marums naturreservat
- Mjölnarkärrskogens naturreservat
- Mornäsans naturreservat
- Myrbackens naturreservat
- Mårdsjöns naturreservat
- Måsjön-Borudamyrens naturreservat
- Mörtsjöskogens naturreservat
- Norra Malma naturreservat
- Norrhenninge naturreservat
- Norrpada naturreservat
- Norrskogens naturreservat
- Norrängsskogens naturreservat
- Oxnäsets naturreservat
- Oxöns naturreservat
- Prästskatens naturreservat
- Riddersholms naturreservat
- Rimsjö naturreservat
- Rimsjöskogens naturreservat
- Rotholma naturreservat
- Råda naturreservat
- Rönnskärs udde naturreservat
- Rörviks naturreservat
- Rörviksskogens naturreservat
- Salskärens naturreservat
- Singö-Söderby naturreservat
- Själbottna-Östra Lagnö naturreservat (delas med Österåkers kommun)
- Smedsmoraskogens naturreservat
- Småbodarna naturreservat
- Stensholmens naturreservat
- Stora Sunnkobbens naturreservat
- Storandens naturreservat
- Storlavens naturreservat
- Stortjärans naturreservat
- Storvikarens naturreservat
- Storängens naturreservat
- Storängstorpets naturreservat
- Ströja naturreservat
- Stångskärs naturreservat
- Svartkärrets naturreservat
- Svenska Björns naturreservat
- Svenska Högarnas naturreservat
- Södergarns naturreservat
- Tranviks naturreservat
- Tre backars naturreservat
- Tulka naturreservat
- Tullviksbäckens naturreservat
- Vattmorabergets naturreservat
- Vickelsjöns naturreservat
- Vidinge naturreservat
- Vidingsöra naturreservat
- Vigelsjö naturreservat
- Vågsjöns naturreservat
- Väddö prästgårds naturreservat
- Ålandets naturreservat
- Ängsö nationalpark
- Ön-Bokulluddens naturreservat
- Österslumpens naturreservat

## Nykvarns kommun
- Björkviksmossens naturreservat
- Bårsjöns naturreservat (delas med Södertälje kommun)
- Jägarskogens naturreservat
- Vackstaskogens naturreservat

## Nynäshamns kommun
- Häringe-Hammersta (delas med Haninge kommun)
- Järflotta
- Käringboda naturreservat
- Reveluddens naturreservat
- Revskär
- Rosenlundsskogens naturreservat
- Slätmossen-Borgberget
- Öja-Landsorts naturvårdsområde
- Örens naturreservat
- Österby naturreservat

## Salems kommun
- Bornsjöns naturreservat (delas med Botkyrka kommun och Södertälje kommun)
- Garnuddens naturreservat
- Korpbergets naturreservat (delas med Södertälje kommun)

## Sigtuna kommun
- Askarehage naturreservat
- Fysingens naturreservat
- Hällsboskogens naturreservat
- Laggatorps naturreservat
- Munkholmens naturreservat
- Rävsta naturreservat
- Sköndalsskogens naturreservat
- Steningedalens naturreservat
- Torslunda naturreservat
- Västerängsudds naturreservat
- Åttesta naturreservat

## Sollentuna kommun
- Rösjöskogens naturreservat
- Södra Törnskogens naturreservat
- Tegelhagsskogens naturreservat
- Östra Järvafältets naturreservat

## Solna kommun
- Igelbäcken i Solna, Igelbäckens naturreservat (delas med Sundbybergs kommun och Stockholms kommun)
- Råstasjöns naturreservat
- Ulriksdals naturreservat

## Stockholms kommun
- Flatens naturreservat
- Grimsta naturreservat
- Hansta naturreservat
- Judarskogens naturreservat
- Kyrksjölötens naturreservat
- Nackareservatet i Stockholm, Nackareservatet (delas med Nacka kommun)
- Rågsveds naturreservat
- Sätraskogens naturreservat
- Älvsjöskogen
- Årstaskogen och Årsta holmars naturreservat

## Sundbybergs kommun
- Igelbäcken i Sundbyberg

Igelbäckens naturreservat (delas med Solna kommun och Stockholms kommun)
- Lötsjön-Golfängarna

## Södertälje kommun
- Brandalsunds naturreservat
- Bornsjöns naturreservat (delas med Botkyrka kommun och Salems kommun)
- Bårsjöns naturreservat (delas med Nykvarns kommun)
- Eriksö naturreservat
- Farstanäs naturreservat
- Fifångs naturreservat
- Grottbergets naturreservat
- Hamnskärs naturreservat
- Kalkbergets naturreservat
- Korpbergets naturreservat (delas med Salems kommun)
- Kålsö naturreservat
- Lina naturreservat
- Moraåns dalgång naturreservat
- Parkudden i Lövsta naturreservat
- Skogstorps naturreservat
- Slandöns naturreservat
- Slessbergets naturreservat
- Stora Alsjöns naturreservat
- Stora Envätterns naturreservat
- Talbyskogens naturreservat
- Tullgarns naturreservat
- Tullgarns naturvårdsområde
- Uddabergets naturreservat
- Vackstaskogens naturreservat
- Vattgruvsmossens naturreservat
- Yttereneby naturreservat
- Öbacken-Bränninge naturreservat

## Tyresö kommun
- Alby naturreservat
- Dyviks naturreservat
- Dyviks lövängars naturreservat
- Hammarbergets naturreservat
- Klövbergets naturreservat
- Sandholmarnas naturreservat
- telegrafbergets naturreservat
- Tyresta nationalpark (delas med Haninge kommun)
- Tyresta naturreservat (delas med Haninge kommun)

## Täby kommun
- Rönninge by-Skavlötens naturreservat
- Skålhamra kvighages naturreservat
- Täby prästgårds naturreservat

## Upplands Väsby kommun
- Norra Törnskogens naturreservat
- Sättra gårds naturreservat
- Vallensjö naturreservat

## Upplands-Bro kommun
- Broknapparnas naturreservat
- Broängarnas naturreservat
- Frölunda naturreservat
- Lejondals naturreservat
- Lillsjön-Örnässjöns naturreservat
- Norra Björkfjärdens naturreservat (del i Stockholms län), Norra Björkfjärdens naturreservat (delas med Västmanlands län)
- Rösaringsåsens naturreservat
- Stäketskogens naturreservat
- Svalgarns naturreservat
- Ådö-Lagnö naturreservat

## Vallentuna kommun
- Angarnssjöängens naturreservat
- Björkby-Kyrkvikens naturreservat
- Bromseby naturreservat
- Exerman-Hersby naturreservat
- Trehörningsskogens naturreservat (delas med Österåkers kommun)
- Åttesta naturreservat (delas med Sigtuna kommun)

## Vaxholms kommun
- Bogesundslandets naturreservat
- Kullö naturreservat

## Värmdö kommun
- Angödrommens naturreservat
- Biskopsö naturreservat
- Björnö naturreservat
- Boskapsöns naturreservat
- Bullerö naturreservat
- Djupvikens naturreservat
- Dävelsöfjärdens naturreservat
- Granholmens naturreservat
- Grinda naturreservat
- Grönskärs naturreservat
- Gymmerholmens naturreservat
- Gällnö naturreservat
- Hamnskogen-Eriksbergs naturreservat
- Hemholmens naturreservat
- Hjälmö-Lådna naturreservat
- Hälsingholmarnas naturreservat
- Hästholmens naturreservat
- Jungfruskärs naturreservat
- Karklö naturreservat
- Korshamns naturreservat
- Lilla Svedjeholmens naturreservat
- Långskärs naturreservat
- Långviksskärs naturreservat
- Långviksträsks naturreservat
- Munkö naturreservat
- Möja-Björndalens naturreservat
- Mörtö-Bunsö naturreservat
- Norrgårdsöns naturreservat
- Norrholmens naturreservat
- Nämdö naturreservat
- Skeviks naturreservat
- Skogsskär-Vindalsö naturreservat
- Skötkobbarnas naturreservat
- Stavsudda-Krokholmens naturreservat
- Stavsudda-Tjägö naturreservat
- Stickelsbergs naturreservat
- Stora Nassa naturreservat
- Stor-Kunnans naturreservat
- Storängsudds naturreservat
- Storö naturreservat
- Storö-Bockö-Lökaö naturreservat
- Svartkobbens naturreservat
- Södra Stavsudda naturreservat
- Villinge-Boskapsö naturreservat
- Vindalsö naturreservat
- Vånsholmens naturreservat
- Ösbyträsks naturreservat

## Österåkers kommun
- Domaruddens naturreservat
- Exerman-Hersby naturreservat (del i Österåkers kommun), Exerman-Hersby naturreservat (delas med Vallentuna kommun)
- Finnhamns naturreservat
- Getholmens naturreservat
- Gälnans naturreservat
- Hallonstenarnas naturreservat
- Halsfambakens naturreservat
- Kålgårdsöns naturreservat
- Näsuddens naturreservat
- Malmsjöns naturreservat (delas med Norrtälje kommun)
- Själbottna-Östra Lagnö naturreservat (delas med Norrtälje kommun)
- Storskärs naturreservat
- Trehörningsskogens naturreservat (delas med Vallentuna kommun)
- Äpplarö naturreservat